# Christina Hendricks

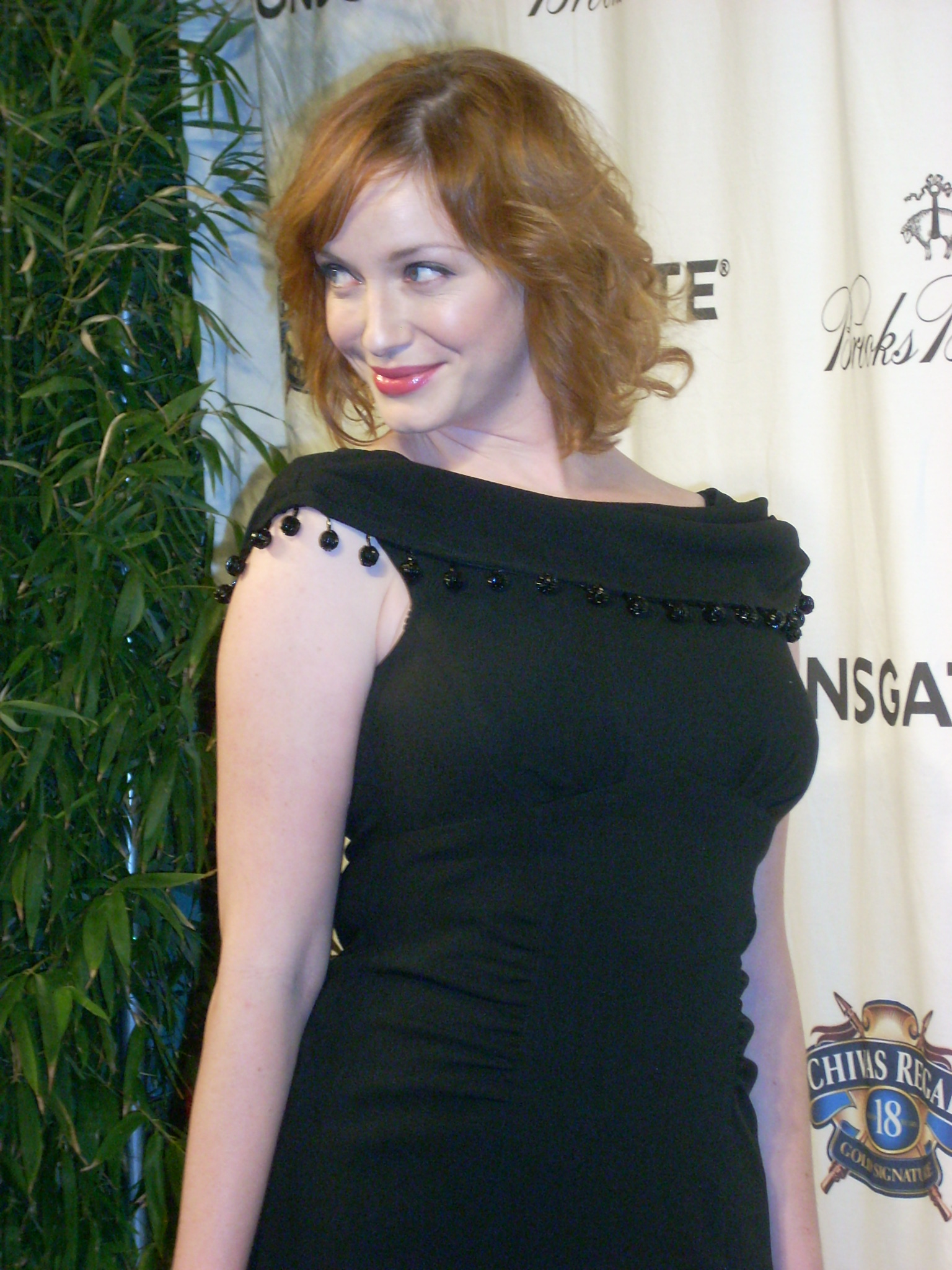
Hendricks (2008)

Christina Rene Hendricks (ur. 3 maja 1975 w Knoxville) – amerykańska aktorka. Wystąpiła m.in. w filmach Drive, Neon Demon i Nieznajomi: Ofiarowanie, a także w serialach Mad Men i Good Girls.

## Filmografia
| - Sorority (1999) jako Fawn - Wchodzimy na antenę! (2002) jako Audrey Drummond - Szczyt głodu (2003) jako Frannie Hunter - South of Pico (2007) jako Angela - Making of 'Mad Men' (2007) jako ona sama - La Cucina (2008) jako Lily - Leonie (2010) jako Catherine - Och, życie (2010) jako Alison Novack - Z dystansu (2011) jako Sarah Madison - Drive (2011) jako Blanche - Company (2011) jako April - Makowe wzgórze (2011) jako Miki Hokuto (angielski dubbing) - Drzewo genealogiczne (2011) jako Alicia Bouche - Jak ona to robi? (2011) jako Allison Henderson - Trafiony piorunem (2012) jako April - Ginger & Rosa (2012) jako Natalie - Lost River (2014) jako Billie - Mroczny zakątek (2015) jako Patty Day - Neon Demon (2016) jako Roberta Hoffmann - Zły Mikołaj 2 (2016) jako Diane Hastings - Zoolander 2 (2016) jako Uwodzicielka - Ustawka (2017) jako Ms. Monet - Dom zbrodni (2017) jako Brenda Leonides - Pottersville (2017) jako Connie Greiger - Candy Jar (2017) jako Amy Skinner - Nieznajomi: Ofiarowanie (2018) jako Cindy - Toy Story 4 (2019) jako Gabby Gabby (głos) - Scoob! (2020) jako Jaffe (głos) - The Storied Life of A.J. Fikry (2022) jako Ismay Evans | - Undressed (1999) jako Rhiannon - Anioł ciemności (2000) jako pokojówka - Rekiny i płotki (2000–2001) jako Kelly Kramer - Złodziejski duet (2001) jako Sunday - Ostry dyżur (2002) jako Joyce Westlake - Firefly (2002–2003) jako Saffron - The Court (2002) jako Betsy Tyler - Mów mi swatka (2003) jako Sarah - Prawdziwe powołanie (2004) jako Alyssa - Kevin Hill (2004–2005) jako Nicolette Raye - Dowody zbrodni (2005) jako Esther Davis - Bez śladu (2006) jako Rachel Gibson - Powrót do życia (2007–2008) jako Olivia - Mad Men (2007–2015) jako Joan Holloway - Another Period (2015–2016) jako Celine - Hap i Leonard (2016) jako Trudy Fawst - Gwiazda szeryfa (2017–2019) jako Elizabeth Bradshaw - Good Girls (2018–2021) jako Beth Boland - Spoza układu (od 2020) jako Cherie |